# Toxotarsus ambrosiana
Toxotarsus ambrosiana är en tvåvingeart som beskrevs av Guilherme A.M.Lopes 1961. Toxotarsus ambrosiana ingår i släktet Toxotarsus och familjen spyflugor. Inga underarter finns listade i Catalogue of Life.